# Percy Jackson: Zloděj blesku
Percy Jackson: Zloděj blesku je americko-kanadský film Chrise Columbuse na motivy úspěšné knižní série Ricka Riordana Percy Jackson a Olympané. Pokračování bylo plánováno na 8. srpna 2013.

## Příběh
Zeus a Poseidón se dohadují ohledně blesku, jenž byl Diovi ukraden. Zeus se ohání válkou a zabitím Poseidonova syna Percyho. Percy jede na školní výlet s profesorem Brunnerem a svým nejlepším kamarádem Groverem. Během exkurze v muzeu si s ním chce promluvit jeho učitelka matiky. Během rozhovoru se ho vyptává na Diův blesk. Promění se na Fúriu a chce ho zabít. Fúriu zažene Brunner a dá Percymu nějaké pero. Percy se po menší hádce se svým nevlastním otcem vydává s Groverem do jakéhosi Tábora. Cestou jsou napadeni velkou nestvůrou – Minotaurem. Minotaurus zabije Percyho matku a Percy zabije Minotaura. Po vyčerpávajícím boji omdlí a probudí se v Táboře. Od Brunnera, který je zároveň Cheíronem se dozvídá že je synem Poseidona. Během boje o vlajku porazí dceru Athény Annabeth. O táborovém ohni se mu zjeví Hádes a nabízí mu výměnu Percyho matky za Diův blesk. Po táborovém ohni se Percy vydá do podsvětí. Pomůže mu Luke a dá mu mapu, létající tenisky Converse a štít. Percy, Annabeth a Grover jdou najít tři Persefoiny perly, které mohou člověka dostat v podsvětí. První najdou v New Jersey. Dostanou se do domu Medúzy a nakonec jí Percy s pomocí IPhone zabije. Vezmou první perlu a pokračují dál. Druhou najdou v chrámu bohyně Athény v Nashvillu. Bojují tam s Hydrou a Percyho zachrání to, že je syn Poseidona a umí ovládat vodu. Třetí perlu najdou v kasínu Lotos. Zůstanou tam několik dní aniž by si to uvědomili. Percymu pomůže jeho otec. Při útěku z kasína seberou auto Jaguára a jedou do Hollywoodu. Po úplatu převozníkovi se dostanou až do Hádova paláce. Hádes žádá po Percym blesk a nedbá protestů že Percy ten blesk nemá. Nakonec najdou ten blesk v Lukově štítu. Hádes půjčí blesk Persefoně a ta ho omráčí. Vezmou si perly a Percy spolu s Annabeth a Sally utečou z podsvětí. Grover tam zůstane s Persefonou. Když chtějí vstoupit na Olymp zarazí je Luke. Poví Percymu svůj plán jak rozeštvat Velkou trojku (Háda, Dia a Poseidona) a během války ovládnout svět pomocí blesku. Percy bojuje proti Lukovi beznadějnou bitvu a naštěstí ho opět zachrání je schopnost ovládat vodu. Luke padá do newyorské řeky. Během rady bohů dokáže Percy obhájit Poseidona a poví mu, že to vše udělal kvůli Sally. V Epilogu umírá Gabe na pohled Medúzy.

## Odlišnosti od předlohy
- Největší odlišností je absence několika důležitých postav. Z nich nejdůležitější: Kronos, Clarisse La Ruová, Dionýsos nebo Arés.
- Další je samotná přítomnost Persefoniných perel. V knize je Percy nehledal, perly mu dala vodní nymfa v Santa Monice. V knize nechal Percy matku v podsvětí. V knize se ani Persefona neobjevila.
- Neobjevily se žádné náznaky proroctví.
- Odebrání několika nestvůr jako Chiméra, naopak se ve filmu objevila Hydra z druhého dílu.
- Nebyly vysvětleny pravé Lukovy záměry, stejně tak létající tenisky dostaly mnohem větší roli.
- V knize po boji s Blahovolnou, kterou Percy  zabil perem, Brunner a Grover dělají, že nic neví.
- Na konci knihy vyhrál Luke nikoliv Percy a boj proběhl až po odevzdání blesku.
- Ve filmu nebyla ani zmínka o bohyni Iris a ani o tom, že by „volali“ do tábora.
- V knize měla Annabeth kudrnaté blond vlasy, ale ve filmu byly rovné a hnědé.
- Ve filmu hned vědí, že je Percy syn Poseidóna.
- V knížce měl Percy k výpravě svolení, ve filmu utekl.
- Chárón se ve filmu vůbec nezmínil o italských oblecích.

## Postavy

### Hlavní role
- Logan Lerman – Perseus Jackson, syn boha moří Poseidona a cukrářky Sally Jacksonové
- Brandon T. Jackson – Grover Underwood, satyr
- Alexandra Daddario – Annabeth Chaseová, dcera bohyně moudrosti Athény a profesora Fredericka Chasea
- Jake Abel – Luke Castellan, syn boha Herma a hlavní padouch
- Pierce Brosnan – kentaur jménem Cheiron, učitel hrdinů a Kronův syn
- Uma Thurman – Medusa, Poseidonova milenka prokletá Athénou

### Vedlejší role
- Steve Coogan – Hades, bůh podsvětí a mrtvých
- Maria Olsen – Allektó, jedna z Blahovolných
- Catherine Keener – Sally Jacksonová, matka Percyho
- Julian Richtings – Charón, převozník přes řece Styx
- Rosario Dawson – Persefona, vládkyně jara a žena Hádova
- Sean Bean – Zeus, bůh oblohy a nejvyšší Olympan
- Kevin McKidd – Poseidón, Percyho otec a bůh moří, oceánů, koní a zemětřesení
- Joe Pantoliano – Smraďoch Gabe, Percyho nevlastní otec
- Melina Kanakaredes – Athena, matka Annabeth a bohyně moudrosti
- Serinda Swan – Afrodita, bohyně lásky a krásy
- Dimitri Lekkos – Apollón, bůh slunce
- Ona Grauer – Artemis, Apollónovo dvojče, bohyně lovu a měsíce
- Stefanie von Pfetten – Deméter, bohyně úrody
- Conrad Coates – Héfaistos, bůh ohně a kovářů
- Erica Cerra – Héra, vládkyně nebes
- Dylan Neal – Hermés, Lukův otec, bůh cestovatelů a posel bohů
- Luke Camilleri – Dionýsos, bůh vína a vedoucí tábora polokrevných
- Bonita Friedericy – hysterka zabitá Medusou

## Soundtrack
- 1. „Highway to Hell “ AC/DC 3:28
- 2. „I'll Pretend “ Dwight Yoakam 2:22
- 3. „A Little Less Conversation “ Elvis Presley 3:30
- 4. „Poker Face “ Lady Gaga 3:58
- 5. „Mama Told Me (Not to Come)“ Three Dog Night 2:58
- 6. „Tik Tok “ Kesha 3:21